# Rob de Kip
Rob de Kip (Amsterdam, 7 oktober 1955) is een voormalig profvoetballer van onder meer Haarlem, RWDM en De Graafschap.
Rob (Robbie) de Kip begon met voetballen bij ZVV uit Zaandijk. Op 19-jarige leeftijd maakte de vleugelspits zijn debuut in de Eredivisie bij Haarlem, waar hij onder meer samenspeelde met Johan Derksen. In zijn eerste seizoen degradeerde De Kip met Haarlem uit de eredivisie, maar een jaar later werd hij met de Roodbroeken kampioen van de eerste divisie.
Na drie goede jaren bij Haarlem maakte De Kip in 1979 de overstap naar het Belgische RWDM waar hij onder meer speelde met zijn landgenoten Jan Boskamp en Nico Jansen. In zijn eerste seizoen scoorde De Kip tien keer in 31 competitie-optredens en werd hij derde met RWDM in de Belgische Eerste Klasse. Het seizoen erop verliep iets minder succesvol waarna de aanvaller in 1981 vertrok naar De Graafschap. De Doetinchemmers waren net gepromoveerd naar de eredivisie, maar ondanks de komst van De Kip eindigde de Graafschap als laatste in het seizoen 1981-1982.
De Kip keerde hierna terug naar België waar hij ging spelen voor RC Harelbeke dat destijds uitkwam in de Belgische Tweede Klasse. Na drie seizoenen Harelbeke zette hij in 1985 een punt achter zijn professionele voetballoopbaan.
Na zijn spelerscarrière werd De Kip trainer in het amateurvoetbal. Hij trainde onder meer ADO '20, Reiger Boys, FC Castricum en WSV '30.